# Théorème de factorisation de Weierstrass
Ne doit pas être confondu avec produit eulérien.
Pour les articles homonymes, voir Théorème de Weierstrass.
En mathématiques, et plus précisément en analyse complexe, le théorème de factorisation de Weierstrass, nommé en l'honneur de Karl Weierstrass, affirme que les fonctions entières peuvent être représentées par un produit infini, appelé produit de Weierstrass, mettant en jeu leurs zéros. Il peut se concevoir comme l'analogue du théorème fondamental de l'algèbre à l'analyse complexe (les fonctions entières y étant régulièrement décrites en analogie avec les polynômes de l'algèbre).

## Le théorème de factorisation de Weierstrass
Du développement en série entière suivant pour u ∈ ]–1;1[ :
{\displaystyle \ln(1-u)=-\sum _{n=1}^{+\infty }{\frac {u^{n}}{n}}=-u-{\frac {u^{2}}{2}}-{\frac {u^{3}}{3}}-\ldots -{\frac {u^{n}}{n}}-\ldots }
on déduit que la fonction tronquée aux m premiers termes
{\displaystyle E(u,m)=(1-u)\mathrm {e} ^{u+u^{2}/2+\ldots +u^{m}/m}},
est sensiblement égale à 1 sur [–1 ; 1], sauf dans un voisinage de u = 1 où elle admet un zéro d'ordre 1. Ces facteurs E(u,m) sont appelés facteurs primaires de Weierstrass. Avec eux, Weierstrass a montré que pour toute fonction entière f d'ordre fini ρ et s'annulant sur les nombres complexes an ≠ 0, il existe un polynôme P(s) de degré inférieur ou égal à ρ, et un entier m < ρ tels que l'on ait , :
Le facteur sp correspond aux fonctions ayant un zéro d'ordre p en 0.
Par la suite, Borel a précisé m et le degré du polynôme P. Le degré de P est égal à la partie entière de l'ordre ρ si ρ n'est pas entier. Il peut prendre la valeur ρ ou la valeur ρ–1 si l'ordre ρ est entier. L'entier m est majoré par ρ. L'un des deux entiers au moins est égal à ρ si l'ordre est entier.
Ce théorème a été généralisé par Hadamard aux fonctions méromorphes.

### Le théorème de Hadamard
Le théorème de factorisation de Hadamard relatif aux fonctions méromorphes d'ordre fini ρ s'énonce ainsi :

Pour toute fonction méromorphe f(s) d'ordre fini ρ il existe deux entiers m1 et m2 plus petits que ρ, et un polynôme q(s) de degré inférieur à ρ tels que
{\displaystyle f(s)=\mathrm {e} ^{q(s)}{\frac {p_{1}(s)}{p_{2}(s)}}},
où p1(s) et p2(s) sont des produits de fonctions canoniques d'ordres m1 et m2 bâtis sur les zéros ai et les pôles bi de f.
{\displaystyle p_{1}(s)=\prod _{n=1}^{\infty }{E\left({\frac {s}{a_{n}}},m_{1}\right)},\qquad p_{2}(s)=\prod _{n=1}^{\infty }{E\left({\frac {s}{b_{n}}},m_{2}\right)}},
avec {\displaystyle E(u,m)=(1-u)\mathrm {e} ^{u+u^{2}/2+\ldots +u^{m}/m}}.
Il est une simple conséquence du théorème de factorisation de Weierstrass et du théorème suivant :

Toute fonction méromorphe est le quotient de deux fonctions entières.

## Exemples de factorisations et applications
La forme donnée par le théorème de factorisation peut souvent se réécrire (voir la section correspondante de l'article « Produit infini ») :
{\displaystyle f(z)=z^{m}\;\mathrm {e} ^{\phi (z)}\;\prod _{n=1}^{\infty }\left(1-{\frac {z}{u_{n}}}\right)}, où les un sont les zéros de f ; en pratique, la difficulté est le plus souvent de déterminer la fonction ϕ(z).
On a en particulier
- {\displaystyle \sin \pi z=\pi z\prod _{n\neq 0}\left(1-{\frac {z}{n}}\right)\mathrm {e} ^{z/n}=\pi z\prod _{n=1}^{\infty }\left(1-{\frac {z^{2}}{n^{2}}}\right)}
- {\displaystyle \cos \pi z=\prod _{n\neq 0}\left(1-{\frac {2z}{2n-1}}\right)\mathrm {e} ^{2z/(2n-1)}=\prod _{n=1}^{\infty }\left(1-{\frac {4z^{2}}{(2n-1)^{2}}}\right)}
- Pour l'inverse de la fonction gamma, on a la formule analogue {\displaystyle 1/\Gamma (z)=z\;\mathrm {e} ^{\gamma z}\;\prod _{n=1}^{\infty }\left(1+{\frac {z}{n}}\right)\;\mathrm {e} ^{-z/n}} (formule due à Schlömilch)

Le produit infini correspondant à la fonction sinus a été découvert par Leonhard Euler, qui s'en est servi pour résoudre le problème de Bâle, et obtenir plus généralement, en identifiant le développement du produit avec celui de la fonction sinus en série de Taylor, les valeurs de la fonction zêta de Riemann aux entiers pairs :
{\displaystyle \zeta (2k)=\sum _{n=1}^{\infty }{\frac {1}{n^{2k}}}\ =\ {\frac {|B_{2k}|\ (2\pi )^{2k}}{2\,(2k)!}}}, où les B2k sont les nombres de Bernoulli.
Notant xn la solution de l'équation x = tan x comprise entre nπ et nπ  + π/2 (pour n entier strictement positif), on peut de même obtenir le développement en produit infini :
{\displaystyle \sin x-x\cos x={\frac {x^{3}}{3}}\prod _{n=1}^{\infty }\left(1-{\frac {x^{2}}{x_{n}^{2}}}\right)}, d'où l'on tire (par identification avec le développement en série de Taylor) le résultat {\displaystyle \sum _{n=1}^{\infty }{\frac {1}{x_{n}^{2}}}={\frac {1}{10}}}.